# Armin Kõomägi
Armin Kõomägi (ur. 5 lipca 1969 w Mołdawii) – estoński pisarz, biznesmen,  kolekcjoner i mecenas sztuki.  Laureat Nagrody im. Frideberta Tuglasa i nagrody literackiej przyznawanej przez Związek Pisarzy Estońskich. 

## Życiorys
Armin Kõomägi urodził się w Mołdawii. Jego ojciec jest Estończykiem, a matka Ormianką. Jako dziecko zamieszkał w Estonii i tu uczęszczał do szkół. W latach 1976–1984 uczęszczał do szkoły podstawowej, a następnie w latach 1984–1988 uczył się jako technik komputerowy. Od 1988 do 1990 roku pełnił służbę wojskową w Armii Radzieckiej, ponieważ Estonia była wówczas okupowana przez Związek Radziecki. Od 1990 do 1995 roku studiował ekonomię na Uniwersytecie Technicznym w Tallinie.

## Twórczość

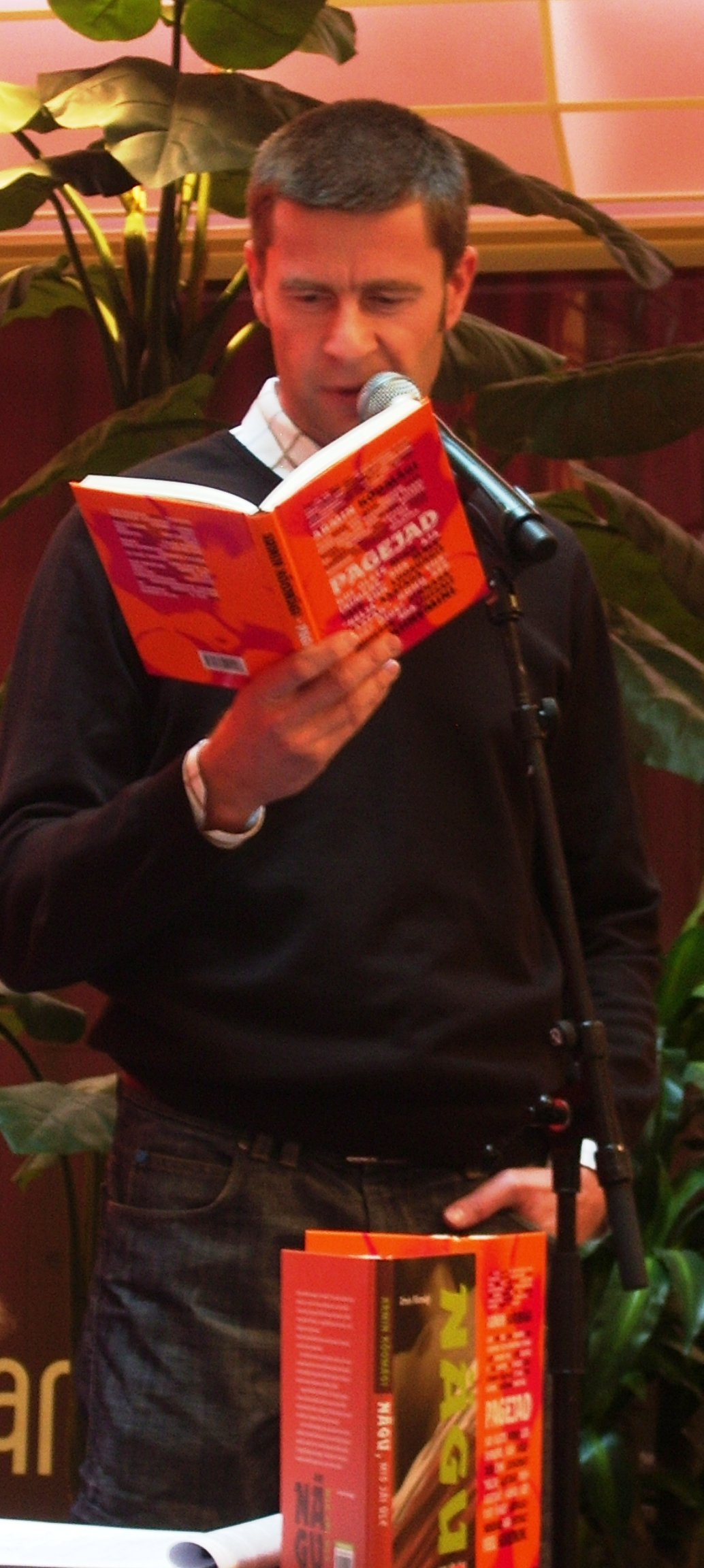
Armin Kõomägi, 2010

Zaczął pisać w 2003 roku, w wieku 34 lat. Jego pierwsze opowiadanie ukazało się w 2005 roku w czasopiśmie literackim „Looming”, nr 4. W tym samym roku wydał pierwszą książkę zawierającą zbiór 27 opowiadań Amatöör. W 2006 roku otrzymał Nagrodę literacką im. Frideberta Tuglasa za opowiadanie Anonüümsed logistikud. W 2007 roku wydał kolejną książkę zawierającą opowiadania Nägu, mis jäi üle. Krytycy porównywali jego styl do twórczości Andrusa Kivirähka i Kaura Kendera. Książka została zilustrowana fotografiami Ivara Veermäe. 
W 2009 roku ukazała się pierwsza powieść Pagejad, w której dopatrywano się inspiracji twórczości Matiego Unta. Powieść wydana w 2011 roku Hea firma w satyryczny sposób ukazuje współczesną Estonię. 
Twórczość Kõomägi została doceniona przez Dalkey Archive Press i w 2012 roku został umieszczony w książce autorstwa Aleksandara Hemona Best European Fiction 2012. W 2015 roku Kõomägi wygrał nowatorski konkurs Związku Pisarzy Estońskich dzięki powieści Lui Vutoon. W 2018 roku ponownie otrzymał nagrodę im. Friedeberta Tuglasa, za opowiadanie Goglomov opublikowane w tomie Minu erootika saladus.  
W 2009 roku Armin Kõomägi razem z Arne Maasik wziął udział w wystawie „Otsijad” w galerii Tallinnas Artdepoo, gdzie wspólnie fotograf i pisarz zaprezentowali serię czarno-białych zdjęć.

## Nagrody
- 2006: Nagroda im. Friedeberta Tuglasa
- 2015: Nagroda przyznana przez Stowarzyszenie Pisarzy Estońskich
- 2018: Nagroda im. Friedeberta Tuglasa
- 2019: August Gailiti nimeline novelliauhind

## Wybrane dzieła
- 2005: Amatöör
- 2007: Nägu, mis jäi üle
- 2009: Pagejad
- 2011: Hea firma
- 2013: Minu Mustamäe
- 2015: Lui Vutoon
- 2017: Minu erootika saladus